# Heinrich zu Rantzau (General)

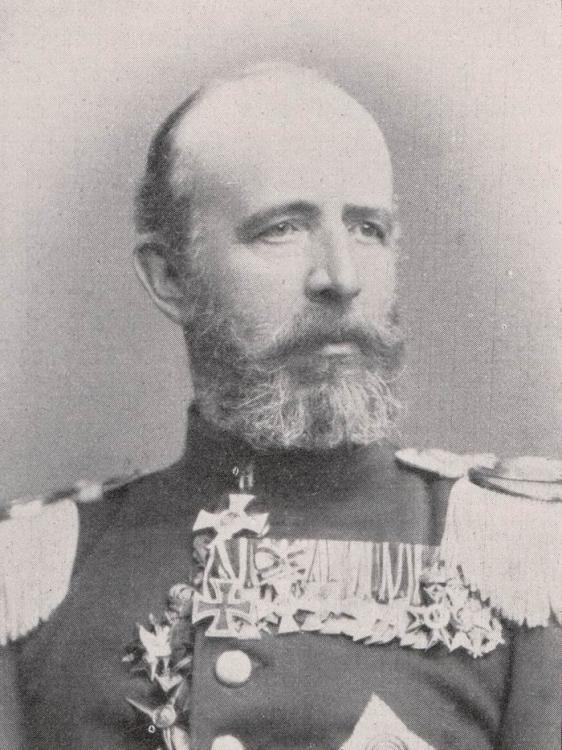
Heinrich Adalbert Graf zu Rantzau als Oberst (nach 1888)

Heinrich Adalbert Graf zu Rantzau (* 27. Oktober 1834 in Hohenhain; † 11. Juli 1891 in Wahlershausen) war ein preußischer Generalleutnant.

## Leben

### Herkunft
Heinrich zu Rantzau stammte aus dem Haus Oppendorf des schleswig-holsteinischen Uradelsgeschlechts (Equites Originarii) Rantzau. Er war der mittlere Sohn des gleichnamigen Heinrich zu Rantzau (1796–1848) auf Dänisch-Nienhof und dessen Ehefrau Ottilie, geborene Gräfin von Reventlow (1800–1883). Sie war eine Schwester von Christian Andreas Julius, Heinrich, Ernst Christian und Friedrich von Reventlou. Christian Karl zu Rantzau war sein älterer und Kuno zu Rantzau war sein jüngerer Bruder.

### Militärlaufbahn
Er besuchte die Kieler Gelehrtenschule sowie während der Schleswig-Holsteinischen Erhebung die Seekadettenschule der Schleswig-Holsteinischen Marine in Kiel. Nach der Wiederherstellung der dänischen Herrschaft in den Herzogtümern verließ er 1852 Schleswig-Holstein und trat am 29. März 1852 als Grenadier in das 1. Garde-Regiment zu Fuß der Preußischen Armee ein. Ende des gleichen Jahres überzähliger Portepeefähnrich, war er ein Jahr später Mitte Dezember 1853 zum überzähligen Sekondeleutnant befördert worden und erhielt seine etatmäßige Bestallung am 16. Juli 1855. Vom 28. Mai 1857 bis 23. Juli 1857 war er zur Garde-Pionier-Abteilung kommandiert. 1859 begleitete er den damaligen Erbprinzen Leopold von Hohenzollern nach Portugal und erhielt für diesen Dienst das Ehrenkreuz III. Klasse des Fürstlich Hausordens von Hohenzollern sowie das Ritterkreuz des Turm- und Schwertordens. Vom 4. August 1859 bis 19. Februar 1862 war er als Adjutant des I. Bataillons tätig und avancierte Ende Oktober 1860 zum Oberleutnant. Am 1. Oktober 1861 erfolgte bis 30. September 1862 seine Kommandierung zum Garde-Schützen-Bataillon nach Berlin. Am 27. Januar 1864 wurde er dann in das 4. Brandenburgische Infanterie-Regiment Nr. 24 versetzt und kämpfte mit diesem im Deutsch-Dänischen Krieg im Gefecht von Missunde und beim Sturm auf die Düppeler Schanzen. Zum 12. November 1864 kehrte er zum 1. Garde-Regiment zu Fuß zurück. Hier wurde er am 3. April 1866 Hauptmann und Chef der 12. Kompanie, die er im folgenden Krieg gegen Österreich bei Soor, Königinhof und Königgrätz führte. Bei Königinhof erbeutete seine Kompanie am 29. Juni 1866 die Fahne des österreichischen 6. Infanterieregiments „Coronini“, wofür er den Roten Adlerorden IV. Klasse mit Schwertern erhielt.
Zu Beginn des Krieges gegen Frankreich war Rantzau ab dem 20. Juli 1870 als Kompanieführer beim III. Bataillon des 1. Garde-Landwehr-Regiment in Graudenz kommandiert. Mit seiner Kompanie nahm er an den Belagerungen von Straßburg und Paris sowie den Gefechten bei Nonancourt, Langey und Droué teil. Ausgezeichnet mit dem Eisernen Kreuz II. Klasse gab er von dem Friedensschluss am 26. April 1871 dieses Kommando ab.

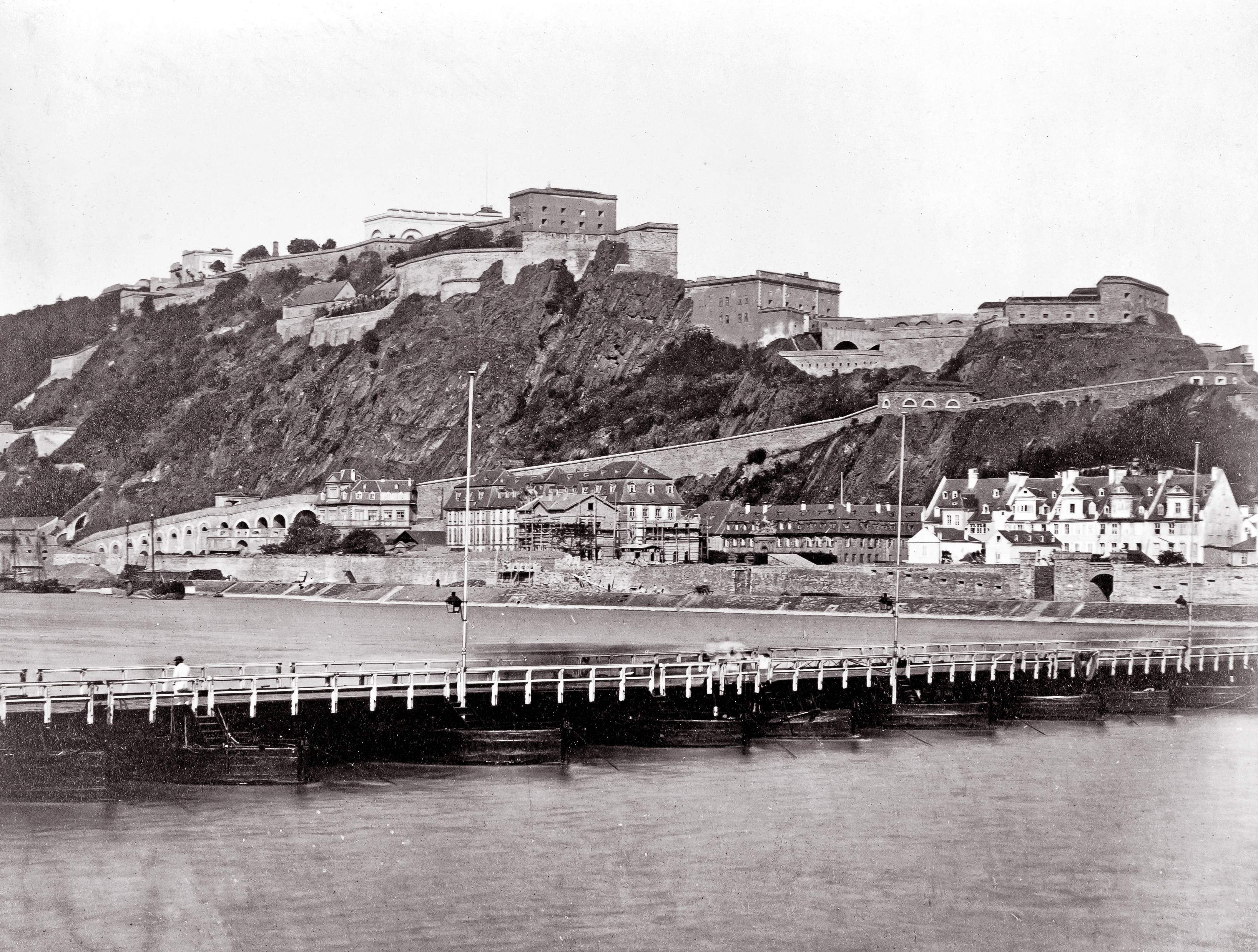
Festung Ehrenbreitstein 1890

Zum 20. August 1872 wurde vertretungsweise als Kommandeur an die Unteroffizierschule Potsdam kommandiert, erhielt am 2. September 1872 den Charakter als Major und am 11. Januar 1873 das Patent zu seinem Dienstgrad. Unter Entbindung von seinem Kommando kehrte er am 11. Februar 1875 zum 1. Garde-Regiment zu Fuß zurück. Hier wurde er Mitte Januar 1876 Kommandeur des II. Bataillons und stieg am 11. Juni 1876 zum Oberstleutnant auf. Ab 18. Februar 1882 war er Kommandeur des Lehr-Infanterie-Bataillons in Potsdam. Am 15. Mai 1883 wurde er mit der Führung des 5. Thüringischen Infanterie-Regiments Nr. 94 (Großherzog von Sachsen) beauftragt und am 18. Oktober 1883 zum Oberst befördert. Anfang Dezember 1883 erfolgte seine Ernennung zum Regimentskommandeur. In dieser Eigenschaft verlieh ihm seinen Regimentschef das Komturkreuz mit Stern des Hausordens vom Weißen Falken sowie das Komturkreuz II. Klasse des Herzoglich Sachsen-Ernestinischen Hausordens. Wilhelm I. würdigte ihn mit dem Kronen-Orden II. Klasse und aus Mecklenburg erhielt er das Komturkreuz des Greifenordens. Ab dem 10. Juli 1888 war er mit der Führung der 55. Infanterie-Brigade in Karlsruhe beauftragt, wurde mit seiner Beförderung zum Generalmajor am 2. August 1888 Kommandeur dieser Brigade und im Oktober 1889 mit dem Roten Adlerorden II. Klasse mit Eichenlaub und Schwertern am Ringe ausgezeichnet. Mitte April 1890 erfolgte seine Ernennung zum Kommandanten von Koblenz und Ehrenbreitstein. Nach den Beurteilungen seiner Vorgesetzten galt er als „feingebildeter, sehr fähiger Offizier“ und als „ritterliche und liebenswürdige Persönlichkeit“. In dieser Position erhielt er am 18. November 1890 den Charakter als Generalleutnant und im Januar 1891 die Erlaubnis zur Annahme des Kommandeurkreuzes I. Klasse des Ordens vom Zähringer Löwen. Er starb am 11. Juli 1891.

### Familie
Rantzau hatte sich am 20. April 1865 mit Marie von Hoepfner (1846–1926), einer Tochter des preußischen Generalmajors Eduard von Höpfner verheiratet. Aus der Ehe gingen folgende Kinder hervor:
- Viktoria (* 1866) ⚭ 1890 Berthold Kreßmann († 1905), preußischer Rittmeister
- Magda (* 1869) ⚭ 1887 Walter von Schönberg (1861–1926), preußischer Generalmajor
- Friedrich Wilhelm (* 1870), preußischer Oberstleutnant, Ritter des Johanniterordens ⚭ Marianne Schaefer (* 1877)
- Charlotte (* 1872)
- Christian (1875–1953), preußischer Major ⚭ 1903 Maria von Cretius (1883–1948)